# التاريخ الصيني :دليل جديد
التاريخ الصيني: دليل جديد (Chinese)، من تأليف Endymion Wilkinson ، هو دليل موسوعي لعلم الصين والتاريخ الصيني. يسرد الدليل الجديد ويصف المصادر المنشورة، المحفورة، والمصنفة، والأرشيفية من ما قبل التاريخ إلى القرن الحادي والعشرين، بالإضافة إلى منحة مختارة محدثة باللغات الصينية واليابانية والغربية. تقيم الشروح التفصيلية أدوات مرجعية وبحثية وتحدد 25 من التخصصات الإضافية المطلوبة لدراسة التاريخ الصيني. مقدمات كل من الفصول الـ 76 والمقالات القصيرة المتداخلة تعطي ملخصات موسوعية وغالبًا ما تكون بارزة للمواضيع الرئيسية للمتخصصين والقراء العامين، بالإضافة إلى توجيهات حول استخدامات التاريخ وتجنب الخطأ في الفكر والتحليل. حصل الدليل الجديد على جائزة ستانيسلاس جوليان لعام 2014
منذ ظهوره لأول مرة في نسخة أولية في عام 1973، كان دليل Wilkinson مطبوعًا بشكل مستمر (تباع بمعدل 700 نسخة سنويًا). خلال هذا الوقت، نمت من 70,000 كلمة إلى حجمها الحالي البالغ 1302 صفحة وأكثر من 1.6 مليون كلمة (أي ما يعادل اثني عشر دراسة لكل 400 صفحة لكل منهما).
حافظ المؤلف على تحديثه من خلال إصدار العديد من الإصدارات المنقحة، كل منها يوسع نطاقها. ولكن ربما يكون السبب الأساسي لاستمرار نجاحه (للحكم من تعليقات القراء على Amazon.com) هو أن الدليل قد أثبت نفسه على أنه أكثر من تمرين في Quellenkritik (نقد المصدر) من خلال طرح الأسئلة الأصلية وتلخيص القضايا.
خلفية
في مقابلة مع كارلا نابي، مؤرخة الصين في جامعة كولومبيا البريطانية، ناقش ويلكينسون تجربته في هذا المجال وخلفية الكتاب. أصبح مهتمًا بالصين كطالب جامعي في جامعة كامبريدج في أوائل الستينيات، ثم أمضى عامين في تدريس اللغة الإنجليزية في بكين حتى اندلاع الثورة الثقافية. حصل على درجة الدكتوراه من جامعة برينستون مع أطروحة عن أسواق وأسعار أسرة تشينغ المتأخرة، ولكن عندما بدأ التدريس كان لا يزال يشعر بأنه غير مستعد. وأشار إلى أنه لم يكن يعرف ماذا يخبر طلابه الخريجين عن سلالات تشو أو شانج، التي شعر أن معرفته بالكاد «تملأ حمام العين». في زمالة بحثية في جامعة هارفارد، ذكر ويلكنسون لجون فيربانك، أحد كبار الباحثين في هارفارد، أنه كان يجمع ملاحظات حول التاريخ الصيني. عرض فيربانك نشرها، وظهر دليل البحث لعام 1973 في الوقت المناسب.
عمل ويلكنسون في بكين كسفير للاتحاد الأوروبي في الصين من 1994 إلى 2001، وفي لحظات فراغه حول دليل الأبحاث لعام 1973 إلى الإصدارين الأول والثاني من الدليل. بعد تقاعده من الاتحاد الأوروبي في عام 2001، دعته هارفارد لتدريس التاريخ الصيني، بما في ذلك ندوة الدراسات العليا حول طرق علم أمراض الكلى. ومنذ ذلك الحين، عمل على الدليل الجديد، للتنقل بين جامعة هارفارد وجامعة بكين (حيث كان أستاذًا زائرًا). وبهذه الطريقة، كان قادرًا على الاستفادة الكاملة من مكتبة هارفارد-ينشينغ وكذلك جميع الموارد العلمية التي يجب أن تقدمها بكين.
تم نشر النسخة الأولية من الدليل (1973) من قبل مركز أبحاث شرق آسيا بجامعة هارفارد. من عام 1998 حتى عام 2015، تم نشر جميع الإصدارات من قبل مركز آسيا بجامعة هارفارد لمعهد هارفارد ينشينغ وتوزيعها من قبل مطبعة جامعة هارفارد. كما تم نشر الطبعة الرابعة باللغة الصينية وبيعت 11500 نسخة في السنة الأولى (2016-2017). بدءًا من الإصدار الخامس (2018)، قرر ويلكنسون كتجربة في تخفيض سعر مبيعات الطبعة الإنجليزية لنشره بنفسه وتوزيعه حصريًا على أمازون. كما تم نشر الإصدار الخامس رقميًا (على منصة Pleco في نوفمبر 2017).
الطبعة الخامسة (2018
1. الأنواع المختلفة من المصادر الأولية المنقولة، المحفورة، الأرشيفية، الأثرية، والحقائق البيئية من عصور ما قبل التاريخ إلى عام 1949 (وفي بعض الحالات حتى الوقت الحاضر). وبناء على ذلك، يدرس السياق الذي تم فيه إنتاج هذه المصادر وحفظها وتلقيها، وكذلك مشاكل البحث والتفسير المرتبطة بها؛
و2. التخصصات الفرعية اللازمة لدراسة التاريخ الصيني من عصور ما قبل التاريخ إلى 1949 (وفي كثير من الحالات حتى الوقت الحاضر)، بما في ذلك علم الآثار، علم الفلك، ببليوغرافيا، التسلسل الزمني وcalendrics، علم المخطوطات، دبلوماسيات، النقوش، علم الأنساب، الجغرافيا التاريخية، واللسانيات التاريخية، المسكوكات، onomastics ، علم الكتابات القديمة، prosopography ، sigillography ، والاحصاءات والنقد النصي، والتضاريس، والنسخ، واستراتيجيات الترجمة، وفروع خاصة للدراسة مثل النصي أوراكل العظام، والخيزران والحرير الكتب، دونهوانغ، Qingshuijiang، وهويتشو وثائق أو مينغ أرشيف تشينغ؛
3. المصادر الثانوية الرئيسية حول مسائل التركيز والجدل الحاليين في الدراسات التاريخية الصينية؛
4. أحدث الموارد الإلكترونية لنشر وفرز وتحليل البيانات التاريخية الصينية.
بالإضافة إلى الأهداف الرئيسية الأربعة، فإن الإصدار الخامس يحتوي أيضًا على خمسة أهداف فرعية (5-9)، لم تظهر التاسعة منها في الإصدارات السابقة:
5. لتوفير الإحساس بالتغيير بمرور الوقت، وبالتالي تجنب التفسيرات غير التاريخية التي عفا عليها الزمن لماضي الصين. يمكن القيام بذلك بسهولة لأن نطاق الدليل الجديد هو المسح الكامل للتاريخ الصيني المسجل، والذي تظهر خلاله التغييرات طويلة المدى بسهولة.
6. لتزويد القراء الذين هم على دراية بفترة واحدة بأنطلقوا إلى فترات أخرى أقل دراية بها.
7. لتعريف نقاط القوة والضعف في التقاليد التاريخية الصينية لأن (1) الدور المركزي الذي لعبته كتابة التاريخ (وما زالت تلعبه) في السياسة والثقافة الصينية و (2) إلى حد أكبر مما يتم إدراكه بشكل عام، يعتمد المؤرخون على الأعمال المنتجة في التقاليد التاريخية القديمة، على الرغم من أنها قد تطرح أسئلة مختلفة وتستخدم أطر مفاهيمية مختلفة.
8. لتوفير ترجمات الإنجليزية للمصطلحات الصينية الرئيسية.
9. توضيح غريزة الناشرين الصينيين بفرض رقابة على أي شيء يعتقدون أنه قد يتعارض مع الخط الرسمي للحزب في التاريخ الصيني. يتم تحقيق ذلك من خلال وضع خط باللون الأخضر على حوالي 30 مثالًا للرقابة في الترجمة الصينية للدليل المنشور في عام 2016. معظم المقاطع الخاضعة للرقابة (ولم تُبذل أي محاولة لإظهارها جميعًا) تقع في واحدة من أربع فئات: (1) أي شيء قد يشير إلى أن كبار قادة الحزب الشيوعي الصيني أقل من المعصوم من الخطأ في جميع الأوقات. على سبيل المثال، في مناقشة للشعارات السياسية، ذكر ويلكينسون أنه خلال اجتماع مع Li Xiannian في عام 1979، أكد نائب رئيس الوزراء على أهمية التحديثات الأربعة لكنه لم يتمكن من تذكر أكثر من الثلاثة الأولى (الصفحة 302). تم مسح الفقرات التي تحكي هذه الحلقة. كما كانت مقارنات ممارسات عصر CCP مع الطقوس والإجراءات المميزة للصين الإمبراطورية غير مقبولة على الإطلاق للرقابة. على سبيل المثال، في مناقشة حول الألقاب الشرفية الإمبراطورية (zunhao尊號) الممنوحة للأباطرة الصينيين خلال حياتهم، لاحظ المؤلف أن " zunhao " (في اقتباسات مخيفة) عادت إلى الظهور مع عبادة شخصية ماو تسي تونغ في بداية الثقافة الثورة (كان طوله 20 حرفًا: 伟大 的 导师 ، 伟大 的 领袖 ، 伟大 的 统帅 ، 伟大 的 舵手 (المعلم العظيم، القائد العظيم، القائد العظيم، العظيم هيلسمان). تم فرك الفقرة (الصفحة 288)؛ (2) أي شيء لمس قضايا الحدود حتى لو كان هذا يعني حذف مقطع من مصدر تاريخي يتعارض مع خط CCP الحالي مع الاحتفاظ بممر من نفس المصدر الذي يدعمه (الصفحة 203). حتى ملاحظة المؤلف الصحيحة بأن تاريخ مينغ (1745)، تم حذف التاريخ الرسمي للسلالة، وضع تايوان في القسم المخصص للدول الأجنبية (الصفحة 953)؛ (3) أي شيء يظهر للشعب الصيني يسخر من شعارات الدعاية (الصفحة 302)؛ (4) أي إحصائيات التي تختلف عن الإحصاءات الرسمية حول القضايا الحساسة تم قمعها ببساطة. على سبيل المثال، عدد الأشخاص الذين ماتوا بسبب الجوع خلال المجاعة الصينية الكبرى (الصفحة 542).